# Impasse Gros
Impasse Gros är en återvändsgata i Quartier de Charonne i Paris tjugonde arrondissement. Gros syftar på en tidigare markägare. Impasse Gros börjar vid Passage Dieu 3.

## Bilder
| - Gatuskylt. - Impasse Gros. |

## Omgivningar
- Chapelle du Père-Lachaise
- Saint-Charles de la Croix-Saint-Simon
- Cœur-Eucharistique-de-Jésus
- Notre-Dame-de-la-Croix de Ménilmontant
- Saint-Gabriel
- Saint-Jean-Bosco
- Père-Lachaise
- Jardin Casque-d'Or
- Square de la Salamandre
- Impasse Saint-Paul
- Passage Dieu

## Kommunikationer
- Tunnelbana – linje  – Maraîchers
- Busshållplats Orteaux – Paris bussnät, linjerna 26 64

### Webbkällor
- ”Impasse Gros”. Mairie de Paris. https://web.archive.org/web/20190905052439/http://www.v2asp.paris.fr/commun/v2asp/v2/nomenclature_voies/Voieactu/4308.nom.htm. Läst 1 januari 2023.
- ”Impasse Gros (20ème arrondissement)”. Les rues de Paris. https://web.archive.org/web/20190926221318/http://www.parisrues.com/rues20/paris-20-impasse-gros.html. Läst 1 januari 2023.